# Nina Michailowna Doroschina

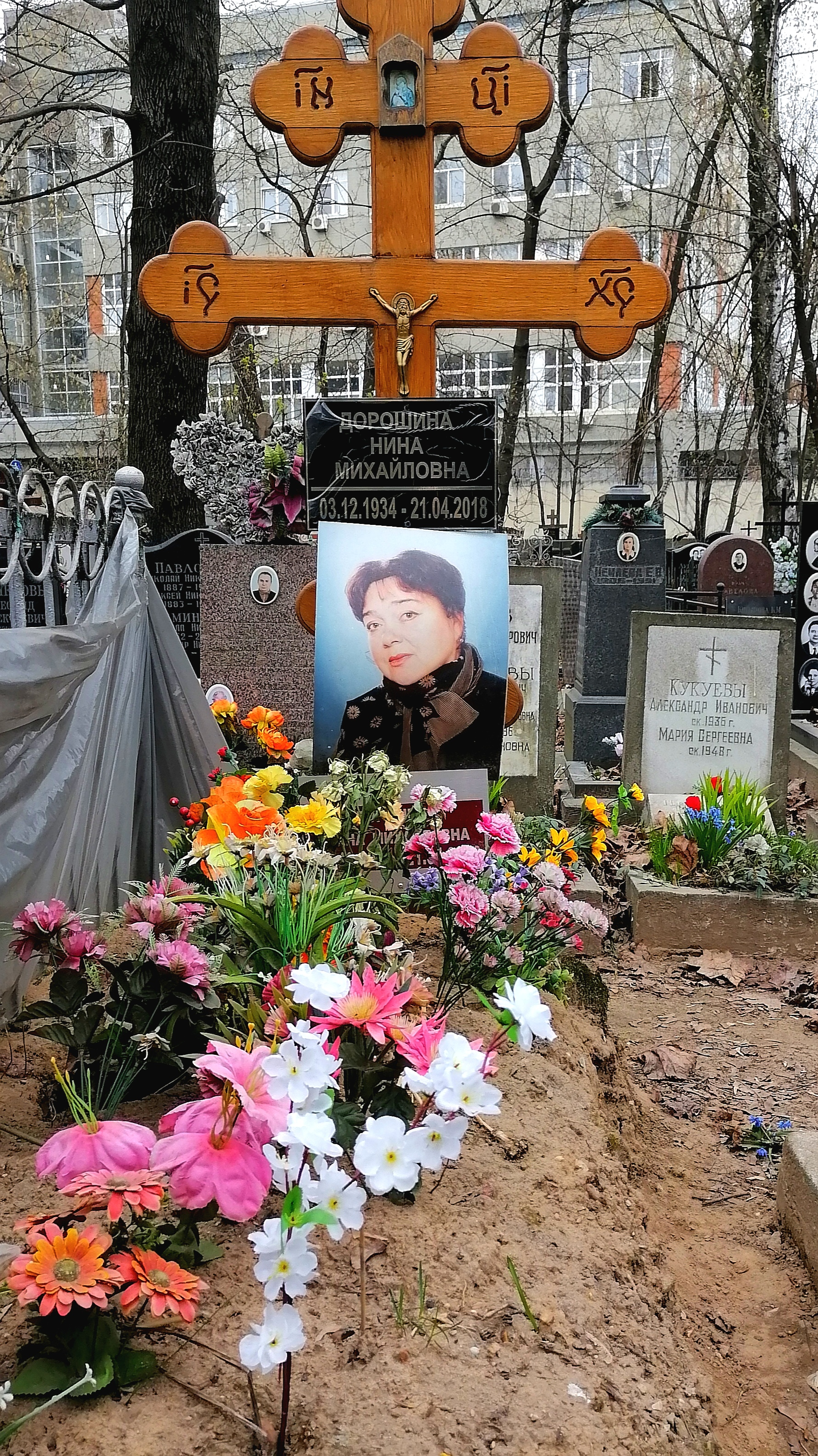
Grab von Nina Michailowna Doroschina (2021)

Nina Michailowna Doroschina (russisch Нина Михайловна Дорошина; * 3. Dezember 1934 in Lossinoostrowsk, Rajon Mytischtschi; † 21. April 2018 in Moskau) war eine sowjetische bzw. russische Schauspielerin und Hochschullehrerin.

## Leben
Vor dem Deutschen Angriffskrieg gegen die Sowjetunion zog die Familie in den Iran, wo der Vater vor und während des Krieges Pelze für die Rote Armee einkaufte und die Tochter persisch lernte. Nach der Rückkehr 1946 nach Lossinoostrowsk besuchte Doroschina die Mädchenbildungsschule Nr. 4. Sie beteiligte sich an der Theatergruppe der Schule und gehörte dann zu dem von einer Schauspielerin des Moskauer Kammertheaters geleiteten Theaterkollektiv des Eisenbahnerklubs.
Doroschina studierte in Moskau an der Schtschukin-Theaterhochschule bei Wera Lwowa und Boris Sachawa mit Abschluss 1956. Bereits während des Studiums debütierte sie 1955 als Filmschauspielerin in Michail Kalatosows Melodram Pervy Eschelon (Erstes Echelon). Ab 1956 gehörte sie zum Ensemble des Theaterstudios der Filmschauspieler beim Mosfilm-Filmstudio.
Bei einem Filmset wurde Doroschina mit Oleg Jefremow, dem Leiter des Moskauer Sowremennik-Theaters, bekannt, worauf sie dort im Januar 1958 in Wiktor Rosows W poiskach radosti (Auf der Suche nach Freude) auftrat und 1959 in das Sowremennik-Ensemble aufgenommen wurde. Sie blieb im Ensemble bis zu ihrem Tode.
Ab 1981 lehrte Doroschina an der Schtschukin-Theaterhochschule.
Beim Allunions-Theaterfestival  1983 gewann Doroschina in
Wladimir Gurkins Ljubow i golubi (Liebe und Tauben ) den 1. Preis. Durch Wladimir Menschows gleichnamigen Film (1984) wurde sie im ganzen Land bekannt.
Für ihre letzte Rolle in Sajaz (Hase). Love story erhielt Doroschina 2007 den Preis Weibliches Gesicht des Jahres und den Goldenen Stern I. Klasse.
Doroschina hatte 1963 den Schauspieler Oleg Dal geheiratet, aber die Ehe bestand nicht lange. Ihre 2. Ehe mit Wladimir Ischkow, Archivar und Beleuchtermeister des Sowremennik-Theaters, endete erst mit dessen Tod 2004.

## Ehrungen, Preise
- Verdiente Künstlerin der RSFSR (1970)
- Volkskünstlerin der RSFSR (1985)[2]
- Orden der Ehre (2006)[7]
- Orden der Freundschaft (2010)[8]